# Comuna Bîșiv, Radehiv
Bîșiv (în ucraineană Бишів) este o comună în raionul Radehiv, regiunea Liov, Ucraina, formată din satele Bîșiv (reședința), Ordiv, Torkî și Zabava.

## Demografie
Componența lingvistică a comunei Bîșiv
     Ucraineană (99,94%)
Conform recensământului din 2001, majoritatea populației comunei Bîșiv era vorbitoare de ucraineană (99,94%), existând în minoritate și vorbitori de alte limbi.